# Markus Väth

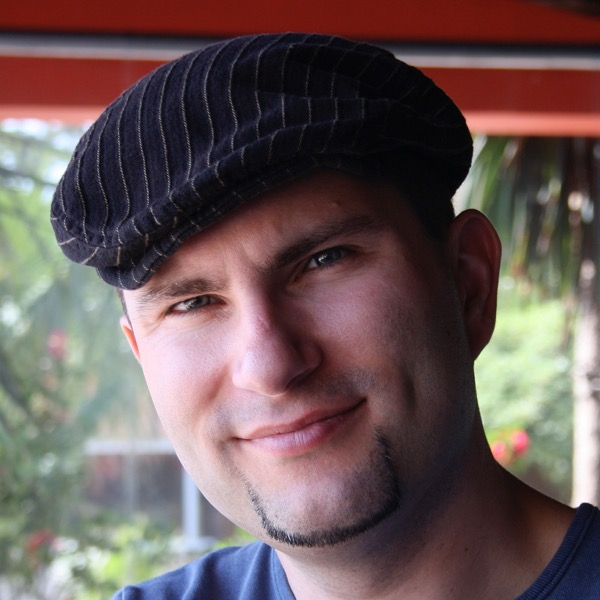
Markus Väth (2010)

Markus Väth (* 27. August 1975 in Ansbach) ist ein deutscher Psychologe und Autor wirtschafts- und arbeitspsychologischer Sachbücher.

## Leben und Werk
Markus Väth studierte von 1995 bis 2000 an der Universität Erlangen-Nürnberg Psychologie (Diplom) mit Nebenfach Informatik. Er arbeitete zunächst als therapeutischer Lehrgangsleiter bei der Peters Gruppe, bevor er 2003 zum IT-Unternehmen SUSE Linux wechselte. Dort war er nach der Übernahme durch die amerikanische Novell als Business Analyst tätig. Von 2006 bis 2019 arbeitete Väth als freiberuflicher Coach und Referent.
Seit 2020 ist er Co-Founder und Geschäftsführender Gesellschafter der auf New Work und Organisationscoaching spezialisierten humanfy GmbH. Außerdem hat er einen Lehrauftrag für New Work und Organisationsentwicklung an der Technischen Hochschule Nürnberg.
2019 veröffentlichte Väth die New Work Charta, ein Manifest, welches die ursprünglichen Gedanken des New-Work-Begründers Frithjof Bergmann mit den Anforderungen der modernen Arbeitswelt arbeitswissenschaftlich versöhnen soll.
Väth ist Host des Podcasts New Work Works, der sich Themen rund um Neues Arbeiten und Zukunftsfähige Arbeitwelt widmet.

## New Work Charta
Die New Work Charta ist ein 2019 veröffentlichtes Manifest von Väth. Sie wurde bislang von 600 Persönlichkeiten unterzeichnet. Auf der theoretischen Grundlage des Sozialphilosophen Frithjof Bergmann definiert der Verfasser fünf Prinzipien von New Work für Organisationen:
1. Freiheit (Schaffen von Experimentierräumen, Schaffen einer Kultur der Angstfreiheit, starke Vernetzung innerhalb der Organisation)
2. Selbstverantwortung (Etablieren von Modellen der Selbstorganisation, Erweitern der Budget-Autorität, Etablieren von Beteiligungsmodellen)
3. Sinn („Arbeit, die man wirklich, wirklich will“, Erweitern des Wertschöpfungsbegriffs, Überprüfen von Strukturen und Prozessen)
4. Entwicklung (Etablieren kollektiver Lernstrukturen, Selbstreflexion der Organisation, Etablieren kollektiver Entscheidungsstrukturen)
5. Soziale Verantwortung (Ökologische und soziale Nachhaltigkeit, Regionales Engagement, Prinzip des Ehrbaren Kaufmanns)

Die Prinzipien der New Work Charta sind neben der Empowerment-Forschung von Prof. Carsten Schermuly (Berlin) der einzige theoretische Beitrag im Bereich New Work, der eine konzeptionelle Brücke zwischen der ursprünglichen Theorie von Prof. Frithjof Bergmann und der modernen Arbeitswelt schlägt. Mit der Charta wurde eine Prinzipienlandschaft entwickelt, die sich 1. klar auf Bergmann bezieht und sich als dessen konzeptionellen Nachfolger sieht; 2. auf der seriösen, psychologischen Empowerment-Theorie aufsetzt, diese jedoch gleichzeitig erweitert und 3. das erste New-Work-Modell darstellt, welches für Mensch, Organisation und Gesellschaft gleichzeitig Gültigkeit postuliert.
Taimer & Weckmüller (2020) ordnen die New Work Charta dem „mitarbeiterorientierten Humanisierungsdiskurs“ zu (neben dem „originären Sinndiskurs“ und dem „businessorientierten Management-Diskurs“).
Schneider (2020) kommt hinsichtlich der fünf Prinzipien zum Schluss: „Diese Kategorisierungen werden […] zwar nicht wissenschaftlich, jedoch aus Ableitungen von Bergmann begründet. Anders als vorrangig auf strukturelles Empowerment […] im Sinne ‚agiler‘ Arbeitsweisen ausgerichtete (und i. d. R. entsprechend aus Microsofts ‚Manifest für ein neues Arbeiten‘ abgeleitete) Konzepte, stellen diese Prinzipien damit ein universelles Modell zur Umsetzung eines Grundgerüsts in Anlehnung an Bergmanns Überlegungen dar, ohne sich gleichzeitig auf ein Prozess-, Struktur- oder Managementmodell festzulegen.“
Das New Work Barometer 2022 identifiziert die New Work Charta als eines von vier Modellen, die in Deutschland am meisten mit New Work assoziiert werden.

## Schriften
Väth publiziert psychologische Sachbücher zu Themen der gegenwärtigen und künftigen Arbeitswelt, vor allem zur psychologischen Dimension von Arbeit und der Rolle der Arbeit in der Gesellschaft. In seinen späten Schriften konzentriert er sich auf New Work als Aufgabe für Mensch, Wirtschaft und Gesellschaft sowie auf Organisationscoaching (welches die Beratungsarbeit mit kompletten Organisationen in den Mittelpunkt stellt).
Darüber hinaus schreibt er Gastartikel für Wirtschaftspublikationen und Fachmagazine.

## Publikationen
- Zur Wirksamkeit der Behandlung von Sexualstraftätern. Diplomica, Hamburg 2000, ISBN 978-3-8324-5600-9.
- Wenn du ein totes Pferd reitest: Steig ab. BoD, Norderstedt 2011, ISBN 978-3-8391-1339-4.
- Feierabend hab' ich, wenn ich tot bin. Warum wir im Burnout versinken. GABAL, Offenbach 2011, ISBN 978-3-86936-231-1.
- Cooldown. Die Zukunft der Arbeit und wie wir sie meistern. GABAL, Offenbach 2013, ISBN 978-3-86936-514-5.
- Arbeit – die schönste Nebensache der Welt. Wie New Work unsere Arbeitswelt revolutioniert. GABAL, Offenbach 2016, ISBN 978-3-86936-720-0.
- Beraterdämmerung. Wie Unternehmen sich selbst helfen können. Springer Gabler, 2019, ISBN 978-3-658-24102-5.
- Musterwechsel. Wie wir unsere Wirtschaft retten. GABAL, Offenbach, 2022, ISBN 978-3967390872.